# Hans Joachim Stoebe
Hans Joachim Stoebe (* 24. Februar 1909 in Berlin; † 27. Dezember 2002 in Basel) war ein deutscher evangelischer Geistlicher und Hochschullehrer.

## Leben

### Familie
Hans Joachim Stoebe war der Sohn von Max Stoebe und dessen Ehefrau Katharina (geb. Schneider).
Er war seit 1943 mit Ilse († 9. November 1999), Tochter von Hans Rengel verheiratet; ihre Wohnung befand sich in Basel-Bruderholz.

### Ausbildung
Hans Joachim Stoebe immatrikulierte sich Ostern 1927 an der Universität Berlin und begann mit einem Studium der evangelischen Theologie und der Semitischen Sprachen, das er an der Vereinigten Friedrichs-Universität Halle-Wittenberg und der Universität Tübingen fortsetzte.
Er beschäftigte sich bereits früh mit der wissenschaftlichen Erforschung des Alten Testaments, dies zeigt sich an der Abfassung einer alttestamentlichen Arbeit zum Sacharjabuch, mit der er in der ersten Hälfte der dreissiger Jahre bei Ernst Sellin promovieren wollte. In dieser Schrift arbeitete er anhand einer eingehenden Sacharjaexegese die, heute durchaus akzeptierte, doppelte messianische Erwartung des Buches heraus. Ernst Sellin erklärte jedoch seine Beobachtungen für unmöglich und nahm ihm so jeden Mut zur Weiterarbeit; das Manuskript ging während der Wirren des Zweiten Weltkriegs verloren.
Nach dem Ersten Theologischen Examen begann er im Frühjahr 1932 mit einem Vikariat und wurde vom Rat der Bekennenden Kirche in Brandenburg im Dezember 1934 ordiniert. Nach dem Zweiten Theologischem Examen kam er 1934 ins Pfarramt; seit 1936 in Kanig im Kreis Guben.

### Werdegang
1939 wurde er zur Wehrmacht eingezogen und wirkte seit Februar 1942 als Kriegspfarrer und seit Sommer 1943 als Divisionspfarrer. Im April 1945 kam er mit seiner Division im Ruhrkessel in Gefangenschaft. Weil der Ort, an dem er als Pfarrer eingesetzt war, an Polen gefallen war, konnte er nur aus der Kriegsgefangenschaft entlassen werden, wenn er eine Beschäftigung im Westen nachwies; so erfolgte seine Beschäftigung als Hilfsprediger in der Kirchengemeinde Iserlohn.
Im Oktober 1946 kam er an die Theologische Schule Bethel, zunächst als Assistent für den hebräischen Sprachunterricht, seit 1947 als Lektor mit gleichem Auftrag; mit der Übernahme des Hebräisch-Lektorats konnte er seine wissenschaftliche Arbeit wieder aufnehmen. An der Kirchlichen Hochschule unterrichtete er unter anderem auch Hebräisch, Aramäisch und Syrisch.
Er promovierte an der Evangelisch-Theologischen Fakultät der Westfälischen Wilhelms-Universität in Münster zum Dr. theol. mit einer Arbeit zur Begriffsgeschichte des Nomens חםד; die mündliche Prüfung fand am 3. November 1950 statt. 
Am 16. Mai 1961 wurde er als ordentlicher Professor auf ein alttestamentliches Ordinariat an die Universität Basel berufen, darüber hinaus engagierte er sich als Vorsitzender der Medizinisch-Theologischen Arbeitsgemeinschaft der Universität Basel, als Mitglied der Theologischen Kommission des Kirchenbundes und als Prüfungsexperte der Bibelschule in Aarau; zudem predigte er häufig in den Basler Kirchen. Zu seinen Studentinnen gehörte unter anderem Helga Weippert. 
Auch nach seiner Emeritierung 1979 gab er weiterhin Vorlesungen und vertrat im Wintersemester 1980/81 und 1981/82 den vakanten alttestamentlichen Lehrstuhl der Eberhard-Karls-Universität Tübingen. 
Sein Nachlass enthält über 300 Predigten, Ansprachen bei Trauungen und Beerdigungen sowie biblische Besinnungen aus der Zeit von 1946 bis ca. 1990. 

### Wissenschaftliches Wirken
Hans Joachim Stoebe beschäftigte sich schwerpunktmässig mit den Samuelbüchern, er führte Wortuntersuchungen durch, beschäftigte sich mit Prophetie, Palästinakunde und der Theologie des Alten Testaments.
Seine jahrelangen Arbeiten an den Samuelbüchern sind in zwei Bänden dokumentiert, die 1973 und 1994 im Rahmen der Reihe Kommentar zum Alten Testament entstanden. Seine wissenschaftliche Beschäftigung mit der biblischen Semantik bilden neun gewichtige Beiträge zu dem von Ernst Jenni und Claus Westermann herausgegebenen Theologischem Handwörterbuch zum Alten Testament. Er erachtete es für notwendig, biblische Begriffe zu erklären, weil oft die biblische Bedeutung mit der modernen nicht mehr übereinstimmt. Ohne die Kenntnis des Hebräischen könne auch das Griechische des Neuen Testaments nicht in seinem Vollsinn verstanden werden und durch diesen Verzicht würde auch der Zugang zur biblischen Botschaft des Neuen Testaments erschwert.
Er hat sich auch mehrfach zu exegetischen Problemen aus dem Bereich der Prophetie geäussert und beschäftigte sich in zwei Publikationen mit Grundfragen der Prophetie des Amos. In zwei weiteren Publikationen setzte er sich auch mit dem Propheten Jeremia auseinander und stellte ihn als Prophet und Seelsorger dar.
In den fünfziger und sechziger Jahren war die Palästinakunde ein wichtiger Bestandteil seiner Arbeit, so leitete er in den Jahren 1962 und 1964 die Lehrkurse des Deutschen Evangelischen Instituts für Altertumswissenschaft des Heiligen Landes und bereiste jeweils mit einer kleinen Gruppe von Stipendiaten Palästina, das Ostjordanland sowie den Libanon und Syrien. Sein breites palästinakundliches Wissen kam seiner Kommentierung der Samuelbücher sehr zugute. Er verfasste auch zahlreiche palästinakundliche Artikel zum Biblisch-Historischen Handwörterbuch.

## Schriften (Auswahl)
- Gottes hingebende Güte und Treue: häsäd wä'ämät. Bedeutung und Geschichte des Begriffes häsäd. Westfälische Wilhelms-Universität Münster 1951.
- Gott, sei mir Sünder gnädig: Eine Auslegung d. 51. Psalms. Neukirchen: Neukirchener Verlag des Buchhandels des Erziehungsvereins 1958.
- Das Verhältnis von Offenbarung und religiöser Aussage im Alten Testament. In: Acta Tropica, Bd. 21, 1964, S. 400–414 (doi:10.5169/seals-311201#428).
- Das erste Buch Samuelis. Gütersloh: Gütersloher Verlagshaus Mohn 1973.
- David und der Ammoniterkrieg. Wiesbaden, 1977.
- Geschichte, Schicksal, Schuld und Glaube. Frankfurt am Main: Athenäum 1989.
- Das zweite Buch Samuelis. Gütersloh: Gütersloher Verlags-Haus 1994.